# La storia di David
La storia di David (A Story of David) è un film del 1960 diretto da Bob McNaught

## Trama
Il re d'Israele Saul è geloso della fama di David, al quale il popolo attribuisce il merito delle vittorie contro i Filistei. In un accesso d'ira, Saul tenta di uccidere David con un colpo di lancia, ma David riesce a fuggire e si organizza con un gruppo di suoi seguaci. Saul diventa sempre più ossessionato e dà continuamente la caccia a David per ucciderlo, ma questi non vuole combattere contro Saul, per il rispetto che ha di lui come re. David continua perciò a spostarsi da un territorio all'altro per evitare gli assalti di Saul, mentre  Gionata, che è il primogenito di Saul e il migliore amico di David, lo assiste nella fuga.